# Robert Shannon
Robert Shannon (Cincinnati, Ohio, 1971. március 31. –) amerikai kosárlabdázó. 
2003-ban visszavonult, karrierje csúcsán háromszoros magyar bajnok lett az Albacomp kosárlabda csapatával.

## Kelet-Nyugat Kosárlabdagála
- 1997. december 22: Robert Shannont a mérkőzés legjobbjának választották; zsákolóversenyt megnyerte.
- 1998. december 27: Robert Shannon megnyerte a hárompontos dobó versenyt.

## Nemzetközi szereplés
- 1997 Korac kupa (Albacomp-UPC)
- 1998 Korac kupa (Albacomp-UPC)
- 2000 Saporta kupa (Albacomp-UPC)

## Sikerei
- CBA-bajnok (Yakama Sunkings)
- Háromszoros magyar bajnok (1997/1998,1998/1999,1999/2000)

## Klubjai
- 1990-1992  Odessa JC
- 1992-1994  UAB
- 1995/1996  Helsinki
- 1996-2000  Albacomp
- 2000/2001  Hyères-Toulon